# Lagwagon
Lagwagon er et punk rock/skate punk band, som stammer fra den lille by Goleta lige uden for Santa Barbara, Californien. Navnet "Lagwagon" stammer oprindeligt fra bandets gamle varevogn i hvilken de turnerede. De har udgivet 9 albums på Fat Wreck Chords, og frontmand Joey Cape er også med i punk rock cover bandet Me First and the Gimme Gimmes og Bad Astronaut med hvem han har udgivet 3 albums. Bandet stod stille i 1999-2000 og blev i 2002 genforenet med et comeback album Blaze, som blev udgivet det følgende år. Gruppen insisterer på, at de aldrig gik fra hinanden, men at de blot tog en pause med planer om at indspille igen. I 2004 udgav Joey Cape et akustisk split album sammen med No Use For A Name forsanger Tony Sly, som indeholder akustiske versioner af sange fra begge bands. Lagwagons seneste album Resolve blev udgivet d. 1. november 2005 og er en hyldest til afdøde Derrick Plourde, den oprindelige trommeslager i Lagwagon og Bad Astronaut. Den 12. august 2006 blev det offentliggjort på siden Punkbands.com (Webside ikke længere tilgængelig), at Lagwagon ventes at indspille og udgive et nyt album engang i 2007.

## Diskografi

### Studiealbums
| År   | Titel                     | Pladeselskab | Format                                                                                        | - | 1992 | Duh | Fat Wreck Chords | CD/LP |  |
| 1994 | Trashed                   | CD/LP        |                                                                                               |   |      |     | Fat Wreck Chords |       |  |
| 1995 | Hoss                      | CD/LP        | Last album recorded with guitarist Shawn Dewey and drummer Derrick Plourde.                   |   |      |     | Fat Wreck Chords |       |  |
| 1997 | Double Plaidinum          | CD/LP        | First album recorded with drummer Dave Raun. Only album to feature guitarist Ken Stringfellow |   |      |     | Fat Wreck Chords |       |  |
| 1998 | Let's Talk About Feelings | CD/LP        | First album recorded with guitarist Chris Rest                                                |   |      |     | Fat Wreck Chords |       |  |
| 2003 | Blaze                     | CD/LP        |                                                                                               |   |      |     | Fat Wreck Chords |       |  |
| 2005 | Resolve                   | CD/LP        | Last album recorded with bassist Jesse Buglione.                                              |   |      |     | Fat Wreck Chords |       |  |
| 2014 | Hang                      | CD/LP        | First album recorded with bassist Joe Raposo.                                                 |   |      |     | Fat Wreck Chords |       |  |
| 2019 | Railer                    | CD/LP        |                                                                                               |   |      |     | Fat Wreck Chords |       |  |

### EP'e
| År   | Titel                                               | Pladeselskab     | Format | Anden information                            |
| ---- | --------------------------------------------------- | ---------------- | ------ | -------------------------------------------- |
| 1992 | Tragic Vision b/w Angry Days                        | Fat Wreck Chords | 7"     |                                              |
| 1994 | Brown Eyed Girl                                     | Hard Records     | 7"     | Split single with Jughead's Revenge          |
| 2000 | A Feedbag of Truckstop Poetry                       | Fat Wreck Chords | 7"     |                                              |
| 2008 | I Think My Older Brother Used to Listen to Lagwagon | Fat Wreck Chords | CD/EP  | Final recording with bassist Jesse Buglione. |

### Bokssæt
| År   | Titel                      | Pladeselskab     | Format | Anden information |
| ---- | -------------------------- | ---------------- | ------ | --- |
| 2011 | Putting Music In Its Place | Fat Wreck Chords | CD/LP  | Remastered versions of Duh, Trashed, Hoss, Double Plaidinum, and Let's Talk About Feelings (all featuring b-sides, demos and acoustic versions that were partially unreleased before), as well as a Live-DVD. |

### Andre udgivelser
| År   | Titel                      | Pladeselskab                  | Format | Anden information                                     |
| ---- | -------------------------- | ----------------------------- | ------ | ----------------------------------------------------- |
| 2000 | Let's Talk About Leftovers | My Records / Fat Wreck Chords | CD/LP  | Compilation of rare and previously unreleased tracks. |
| 2005 | Live in a Dive             | Fat Wreck Chords              | CD/LP  | Live album                                            |

### Singler og musikvideoer
- "Island of Shame" from Trashed
- "Razor Burn" from Hoss
- "Falling Apart" from Blaze
- "Heartbreaking Music" from Resolve
- "Made of Broken Parts" from Hang
- "Bubble" from Railer
- "Surviving California" from Railer
- "Stealing Light" from Railer

### Compilations
- "Noble End" on Can of Pork
- "Know-It-All" and "Mr. Coffee" on Fat Music For Fat People
- "Sleep" and "Laymen's Terms" on Survival of the Fattest
- "Raise a Family" on Physical Fatness
- "May 16" on Life in the Fat Lane
- "Alison's Disease" on Live Fat, Die Young
- "Never Stops" on Uncontrollable Fatulence
- "Randal Gets Drunk" on Short Music for Short People
- "Failure" on A Compilation of Warped Music from Double Plaidinum
- "Dinner and a Movie" on Warped Tour 2002 Tour Compilation from Blaze
- "Falling Apart" on Warped Tour 2003 Tour Compilation from Blaze
- "S.O.S. (One Man Army)" on Let Them Know: The Story of Youth Brigade and BYO Records
- "Status Pools" on Rock Against Bush, Vol. 2
- "Violins" on Wrecktrospective from Hoss
- "Discomfort Inn (Tony Sly)" on The Songs of Tony Sly: A Tribute
- "A Feedbag of Truckstop Poetry" on Playing 4 Square